# 스프레드 이글

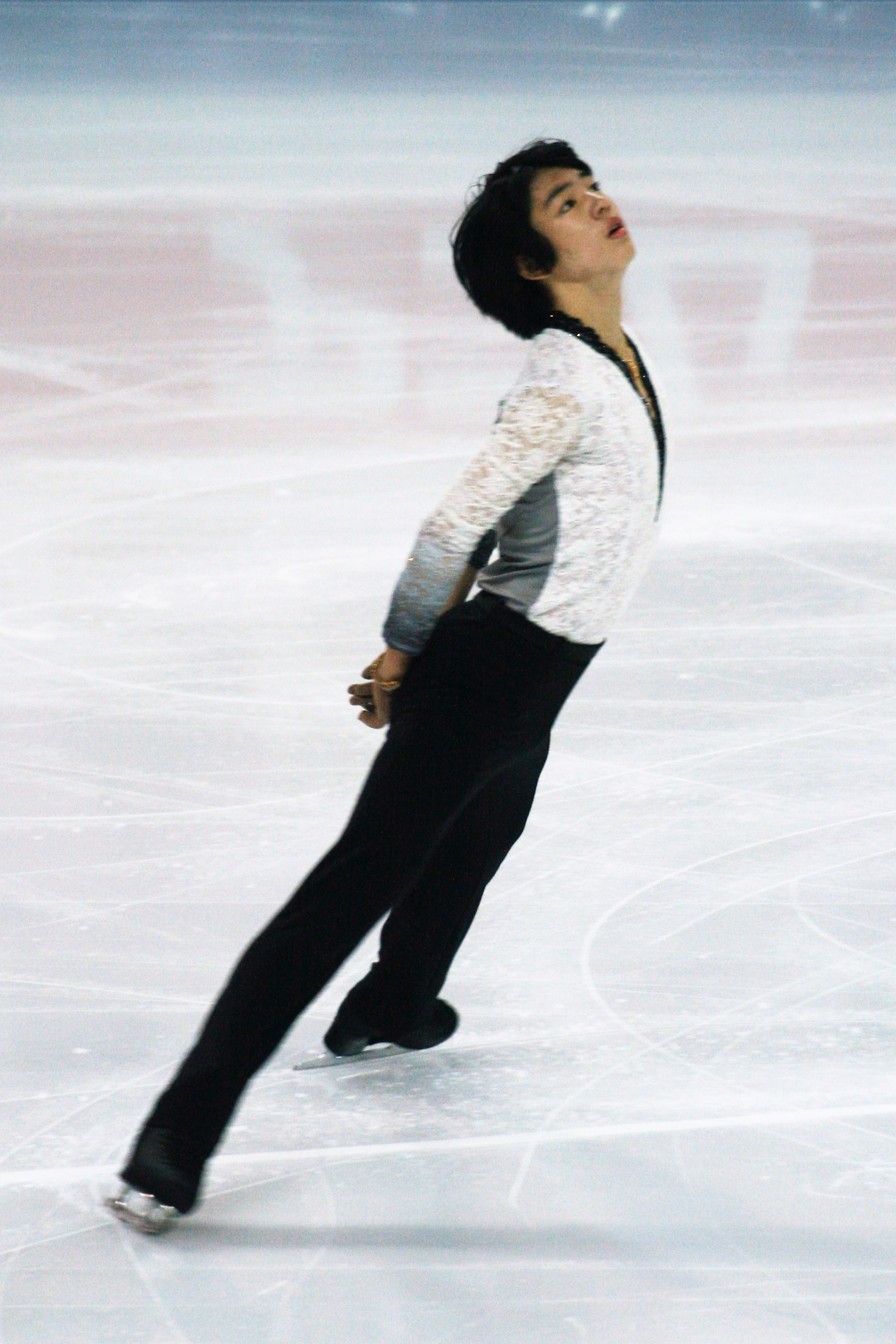

스프레드 이글(spread eagle)은 피겨 스케이팅 종목에서 선수가 양 발로 스케이팅하면서 발 끝은 바깥쪽으로, 발 뒤꿈치는 서로 마주보게 하는 동작이다. 바깥쪽 엣지 또는 안쪽 엣지 모두로 수행할 수 있다. 보통 점프 도입부에서 사용하여 점프 난이도에 가산점을 받을 수 있다. 악셀 점프의 도입부로 가장 흔하게 사용된다.